# Долна-Крепост

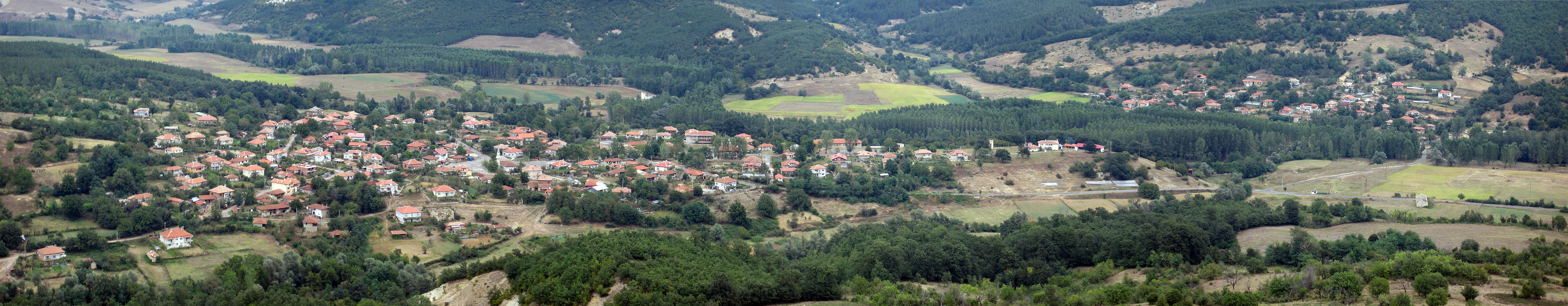
Вид на болгарские деревни Горна-Крепость (слева) и Долна-Крепость (справа) с Перперикона

Долна-Крепост (болг. Долна крепост) — село в Болгарии. Находится в Кырджалийской области, входит в общину Кырджали. Население составляет 131 человек.

## Политическая ситуация
В местном кметстве Горна-Крепост, в состав которого входит Долна-Крепост, должность кмета (старосты) исполняет Хафизе Лятиф Расим (Движение за права и свободы (ДПС)) по результатам выборов.
Кмет (мэр) общины Кырджали — Хасан Азис (Движение за права и свободы (ДПС)) по результатам выборов.